# Pieris canidia
Pieris canidia là một loài bướm thuộc họ Pieridae. 

## Mô tả
Con đực có phía trên màu trắng đến màu kem nhạt. Chúng có sải cánh dài 42–60 mm. 
Chúng phân bố ở Ấn Độ cận Himalaya và Pakistan từ Chitral, Kashmir đến Sikkim và Bhutan, từ độ cao 2000 đến 11.000 ft (3.400 m); các đồi Nam Ấn Độ; Assam; Thượng Myanma: bang Shan đến Trung Hoa.

## Hình ảnh

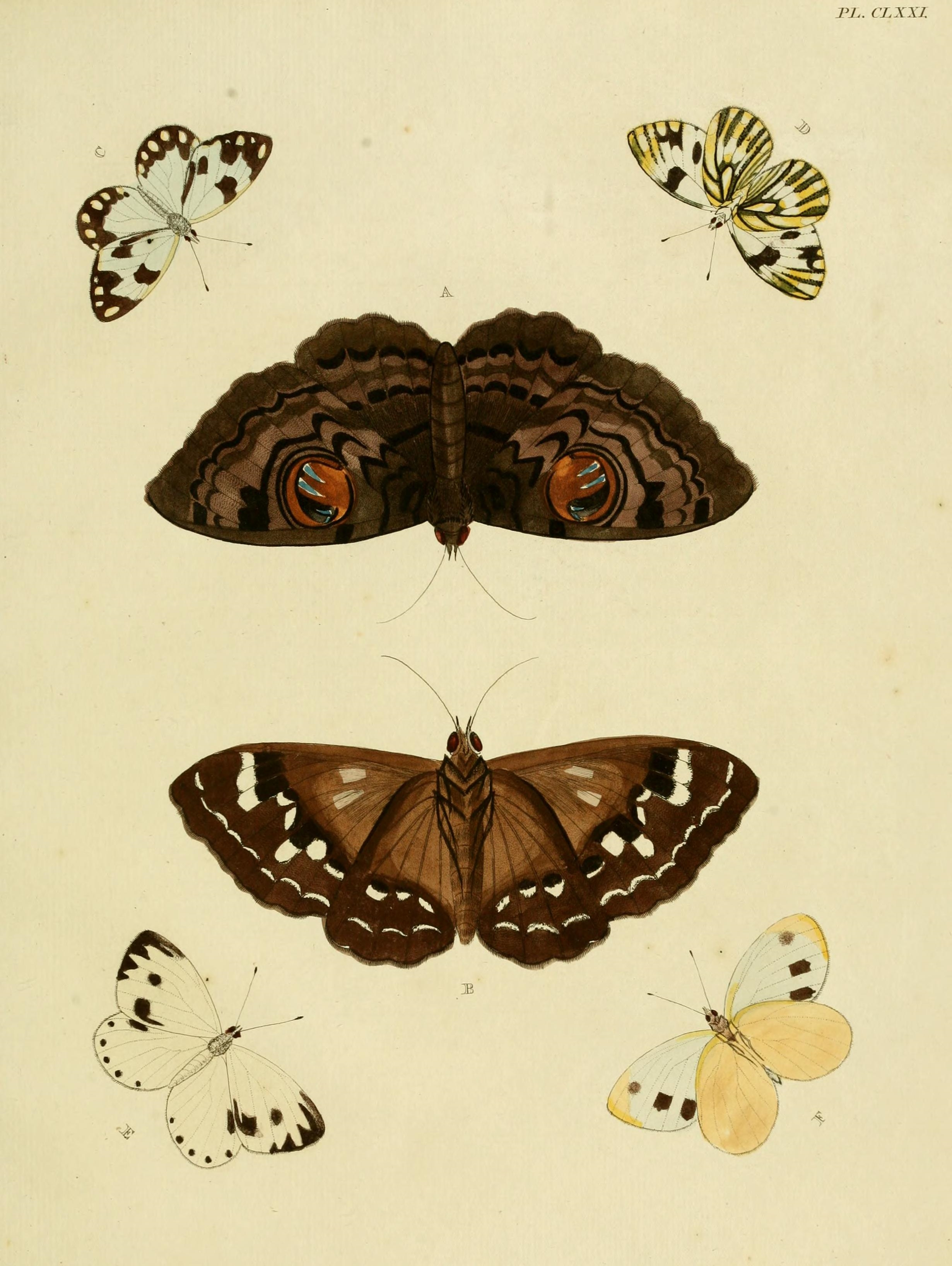
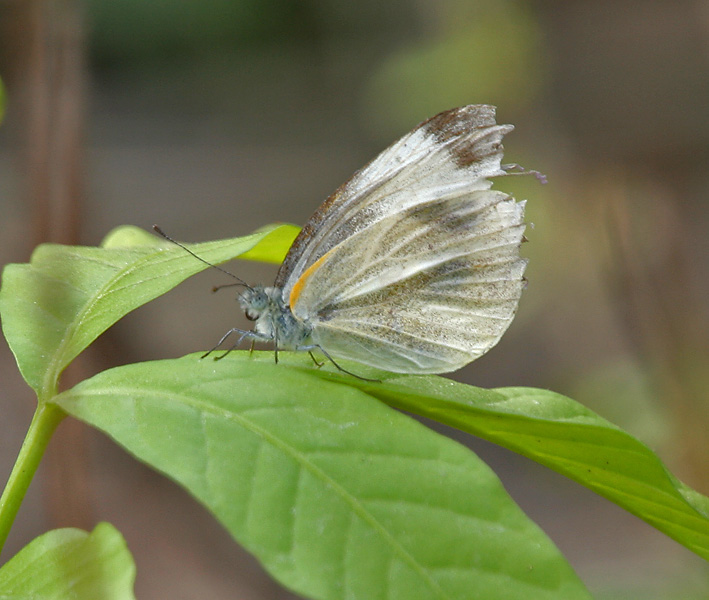
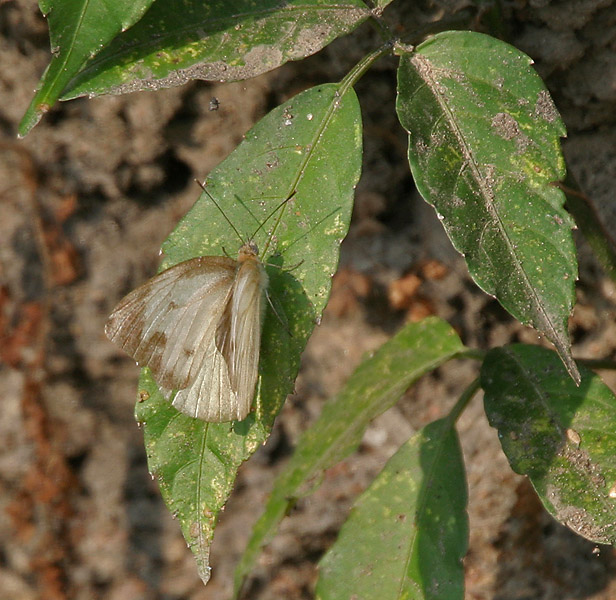
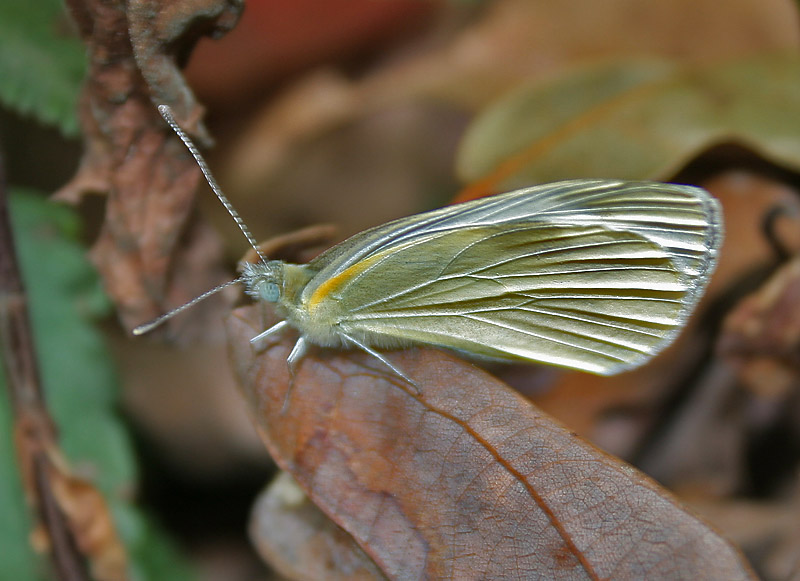